# Dom Orejudos
Domingo Stephen "Dom" Orejudos (Chicago, 1 de julho de 1933 – Boulder, 24 de setembro de 1991), conhecido também pelos pseudónimos de Etienne e Stephen, foi um artista gay assumido, um bailarino e coreógrafo, que ficou famoso pelos seus inovadores desenhos eróticos gay masculinos a partir da década de 1950. A par de artistas como George Quaintance e Tom of Finland (de quem se tornou amigo), a temática leather da arte de Dom Orejudos ajudou a promover uma imagem de homens gays fortes e masculinos, em oposição ao estereótipo então de existente de homens fracos e efeminados. Em conjunto com o seu amante e parceiro de negócios, Chuck Renslow, Dom Orejudos criou muitos lugares míticos da cultura gay masculina de finais do século XX, incluindo o bar Gold Coast, a sauna Man's Country, o concurso International Mr. Leather, a White Party de Chicago, em agosto, e as revistas Triumph, Rawhide e Mars. Foi também um personagem ativo e influente na comunidade de ballet de Chicago.

## Ballet
Dom Orejudos nasceu em Chicago, onde frequentou a McKinley High School, onde tocava violino na orquestra da escola e competia na equipa de ginástica. Frequentou a escola de ballet Ellis-DuBoulay School of Ballet com uma bolsa de estudos, tendo depois sido aceite na companhia de dança Illinois Ballet Company, onde foi coreógrafo residente e dançarino principal durante nove anos. Recebeu três bolsas do National Endowment for the Arts. Coreografou para vinte companhias de balé e encenou a sua própria coreografia para a inauguração das transmissões de televisão a cores da estação de TV WTTW, em Chicago, pela qual ganhou três prémios Emmy. Dançou nas digressões nacionais dos musicais West Side Story, O Rei e Eu e Song of Norway.

## Arte
Orejudos frequentou a School of the Art Institute of Chicago durante um semestre, mas ficou frustrado com a abordagem ao ensino que encontrou aí. Aos 20 anos de idade, na praia lacustre de Oak Street, em Chicago, conheceu Chuck Renslow (então com 23 anos), que o convidou para posar como modelo fotográfico. Começaram então uma relação aberta - que mais tarde passou a ser poliamorosa - e, juntos, montaram um estúdio de fotografia especializada em retratos de homens masculinos, musculados, em poses atléticas para revistas de beefcake. O nome de Kris Studio, que deram ao seu estabelecimento, em parte pretendia honrar o pioneiro transexual Christine Jorgensen. Orejudos começou a desenhar comercialmente em 1953, quando foi contratado para desenhar ilustrações eróticas para Tomorrow's Man, uma revista publicada por Irv Johnson, o dono do ginásio que ele frequentava. Para proteger a sua reputação profissional como artista de belas-artes e dançarino, Orejudos adotou o pseudónimo Etienne (Stephen em francês). Mas, para dar ideia de que o estúdio empregava vários artistas, utilizou também o pseudónimo Stephen para assinar outros desenhos, a caneta e tinta, que fazia num estilo ligeiramente diferente. Este último estilo de desenho foi utilizado para ilustrar histórias, no que seriam os primeiros exemplos de banda desenhada homoerótica explícita a serem publicados.
Em 1958, Orejudos e Renslow compraram o ginásio de Johnson, que passou a chamar-se Triumph Gymnasium and Health Studio, mudando o estúdio de fotografia para um andar superior do edifício. Em 1963, lançaram a Mars, uma revista abertamente focada na subcultura leather. Produziram curtas-metragens de cinema de 16mm de temática gay, não explícitas, escritas e realizadas por Orejudos. Depois de perder grande parte do seu arquivo fotográfico numa inundação, na década de 1970, Orejudos cedeu os materiais que sobreviveram ao Target Studio, que passou a ser o seu principal editor. Em 1978, fez uma exposição conjunta com o artista erótico Al Shapiro (A. Jay) numa galeria de São Francisco. 
A arte de Orejudos foi apresentada no museu Mary and Leigh Block Museum of Art, da Universidade Northwestern, no museu Chicago History Museum e no centro de artes Roger Brown Study Collection Center da School of the Art Institute.

## Vida pessoal
Além da sua relação com Chuck Renslow, Orejudos iniciou, em 199, uma relação com Robert Yuhnke, que continuou até a morte de Orejudos. Em 1981, foram morar para Boulder, no Colorado, embora Orejudos continuasse a passar algum tempo em Chicago.
Orejudos contraiu pneumonia durante uma visita ao Tibete, em 1987, o que contribuiu para o declínio da sua saúde, e depois à sua morte, em 24 de setembro de 1991, por complicações associadas à SIDA.